# Andrzej Mazurczak
Andrzej Piotr Mazurczak (Norridge, 27 dicembre 1993) è un cestista polacco con cittadinanza statunitense.

## Palmarès

### Squadra
- Campionato polacco: 1

W.M. Szczecin: 2022-2023
- Supercoppa polacca: 2

Zielona Góra: 2021
Wilki Morskie Szczecin: 2023

### Individuale
- Polska Liga Koszykówki MVP: 1

W.M. Szczecin: 2022-2023